# Comuna Arsura, Vaslui
Arsura este o comună în județul Vaslui, Moldova, România, formată din satele Arsura (reședința), Fundătura, Mihail Kogălniceanu și Pâhnești.

## Așezare
Comuna se află în partea de nord-est a județului și este deservită de DJ284, ce o leagă de Huși și de comunele comuna Duda și Drânceni. Din punct de vedere geografic, în nord-est, comuna este situată în Depresiunea Huși și în marginea de est este înconjurată de Podișul Central Moldovenesc.

## Demografie
Componența etnică a comunei Arsura
     Români (95,27%)
     Alte etnii (0%)
     Necunoscută (4,73%)
Componența confesională a comunei Arsura
     Ortodocși (94,77%)
     Alte religii (0,49%)
     Necunoscută (4,73%)
Conform recensământului efectuat în 2021, populația comunei Arsura se ridică la 1.416 locuitori, în scădere față de recensământul anterior din 2011, când fuseseră înregistrați 1.717 locuitori. Majoritatea locuitorilor sunt români (95,27%), iar pentru 4,73% nu se cunoaște apartenența etnică. Din punct de vedere confesional, majoritatea locuitorilor sunt ortodocși (94,77%), iar pentru 4,73% nu se cunoaște apartenența confesională.

## Istorie
La sfârșitul secolului al XIX-lea, pe teritoriul actual al comunei funcționa comuna Pâhnești (în plasa Podoleni a județului Fălciu), care era alcătuită din satele Arsura, Fundătura și Pâhnești. Anuarul Socec din 1925 consemnează comuna în plasa Mijloc din același județ, având o populație de 2107 de locuitori, adăugându-se în componența sa și satul Râpa. În 1931, satele comunei au fost incluse temporar în comunele Drânceni și Duda. Tot atunci, se înființează și satul Mihail Kogălniceanu, pe teritoriul comunei Drânceni.
Comuna Arsura, cu structura actuală, se înființează după cel de al Doilea Război Mondial pe teritoriul raionului Huși a regiunii Iași. În anul 1968, aceasta revine la județul Vaslui.

## Politică și administrație
Comuna Arsura este administrată de un primar și un consiliu local compus din 9 consilieri. Primarul, Andrei-Dinu Năstase[*], de la Partidul Național Liberal, este în funcție din octombrie 2020. Începând cu alegerile locale din 2024, consiliul local are următoarea componență pe partide politice:
|  | Partid                    | Consilieri | Componența Consiliului | Componența Consiliului | Componența Consiliului | Componența Consiliului | Componența Consiliului | Componența Consiliului |
|  | ------------------------- | ---------- | ---------------------- | ---------------------- | ---------------------- | ---------------------- | ---------------------- | ---------------------- |
|  | Partidul Național Liberal | 6          |                        |                        |                        |                        |                        |                        |
|  | Partidul Social Democrat  | 3          |                        |                        |                        |                        |                        |                        |

## Personalități
- Nicolae Gh. Lupu (1884 - 1966), medic, membru titular al Academiei Române.

## Legături externe
- Sfatul popular al comunei Arsura (1949-1988), arhivelenationale.ro